# Дюбю, Луи Амбруаз
Луи́ Амбруа́з Дюбю́ (фр. Louis-Ambroise Dubut; 1769, Париж, Королевство Франция — 8 сентября 1845, там же) — французский архитектор и теоретик, значительную часть жизни работавший в Российской империи. Представитель неоклассицизма, автор проектов реставрации Реймсского собора и перестройки замка Гайон. Почетный вольный общник Императорской Академии художеств в Санкт-Петербурге (с 1823; ассоциированный член — «назначенный в академики» с 1821), член Центрального общества архитекторов в Париже (с 1840).

## Биография
Луи Амбруаз Дюбю родился в 1769 году в Париже. Во время учёбы в Парижской школе изящных искусств его наставником по архитектуре был Клод-Николя Леду.
В 1797 году за успехи в архитектуре Дюбю получил от Парижского института Римскую премию и был отправлен за счет французского правительства пенсионером в Римскую академию.
В 1808 году Дюбю в Париже издал свой известный труд о городских и деревенских строениях под заглавием: «Architecture civile; maisons de ville et campagne, de toutes formes et de tous genres projectés».

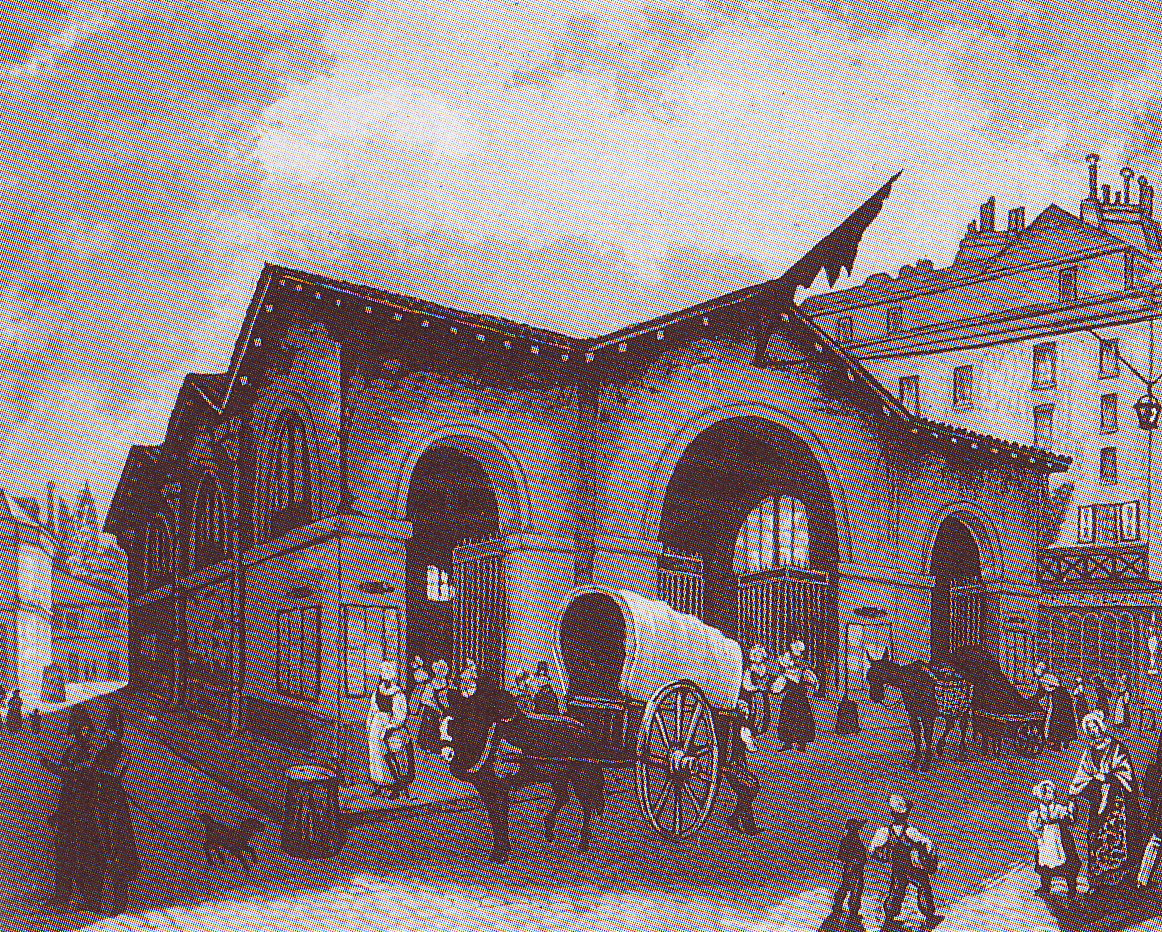
Рынок в Париже, построенный по проекту Луи Амбруаза Дюбю

В Российскую империю Луи Амбруаз Дюбю приехал после 1814 года. Ему принадлежат две большие постройки в Москве, но почти исключительным поприщем его архитектурной деятельности были военные поселения Новгородской губернии, где он служил в звании начальника отделения общественных строений, под начальством его соотечественника генерала Луи Бартоломея (Льва Львовича) Карбонье д’Арсита.
В январе 1818 года Дюбю письменно изъявил желание вступить в состав Императорской Академии художеств президенту последней А. Н. Оленину, а через год просил о назначении ему программы на звание академика. Вместе с тем, ссылаясь на недостаток времени вследствие сложных занятий по службе, он просил в качестве пробной работы принять сочиненный им проект общественной библиотеки; в подтверждение своих познаний в области архитектуры, он указывал на вышеупомянутые полученные им поощрительные награды и на свое сочинение. Представленный проект академия признала неудовлетворительным, как в отношении внешности здания, так и внутреннего его устройства, но, из уважения к таланту и познаниям Дюбю, предложила ему для получения звания академика сочинить и представить к её годовому собранию проект здания «для зимних и летних увеселений» в одном из столичных российских городов, на 10 тысяч человек, с публичным садом для гуляний, прудами, павильонами и другими аналогичными сооружениями. В 1821 году Дюбю представил свой проект в Академию, и ИАХ признала его назначенным в академики архитектуры.
В 1823 году Императорская Академия художеств, принимая во внимание сочинение Дюбю и многие значительные здания, построенные им в службе по строительной части при военных поселениях, избрала его своим почётным вольным общником. Мотивы этого избрания стали лучшей оценкой деятельности Дюбю в области архитектуры.
Луи Амбруаз Дюбю скончался 8 сентября 1845 года.